# Lingua soninke
La lingua soninke (codice ISO 639-2 e ISO 639-3 snk) o soninké (nome nativo soninkanxaane) è una lingua mende parlata dal popolo dei Songhai (popolo) e dei sarakole in Africa occidentale.

## Distribuzione geografica
Secondo l'edizione 2009 di Ethnologue, si stima che venga parlata da 1.250.000 locutori, soprattutto situati (in ordine di numerosità) in Mali (700.000), Senegal (250.000), Gambia (156.000), Mauritania (39.000), Guinea-Bissau (5.000).

### Lingua ufficiale
Il soninké è riconosciuto lingua nazionale dal primo articolo della Costituzione del Senegal.

## Sistema di scrittura
Per la scrittura vengono utilizzati l'alfabeto arabo e l'alfabeto latino.